# Södra Brånets naturreservat
Södra Brånets naturreservat är ett naturreservat i Vindelns kommun i Västerbottens län.
Området är naturskyddat sedan 2020 och är 18 hektar stort. Reservatet ligger sydost om Vindeln och består av granskog med inslag av lövträd.